# 水俣市
水俣市（みなまたし）は、熊本県最南部に位置する市である。西は不知火海に面して天草の島々を望み、もともと海の幸、山の幸に恵まれた風光明媚な土地である。重く長い公害の歴史を経て、2017年現在では環境都市づくりを推進している。1949年（昭和24年）市制施行。

## 地理

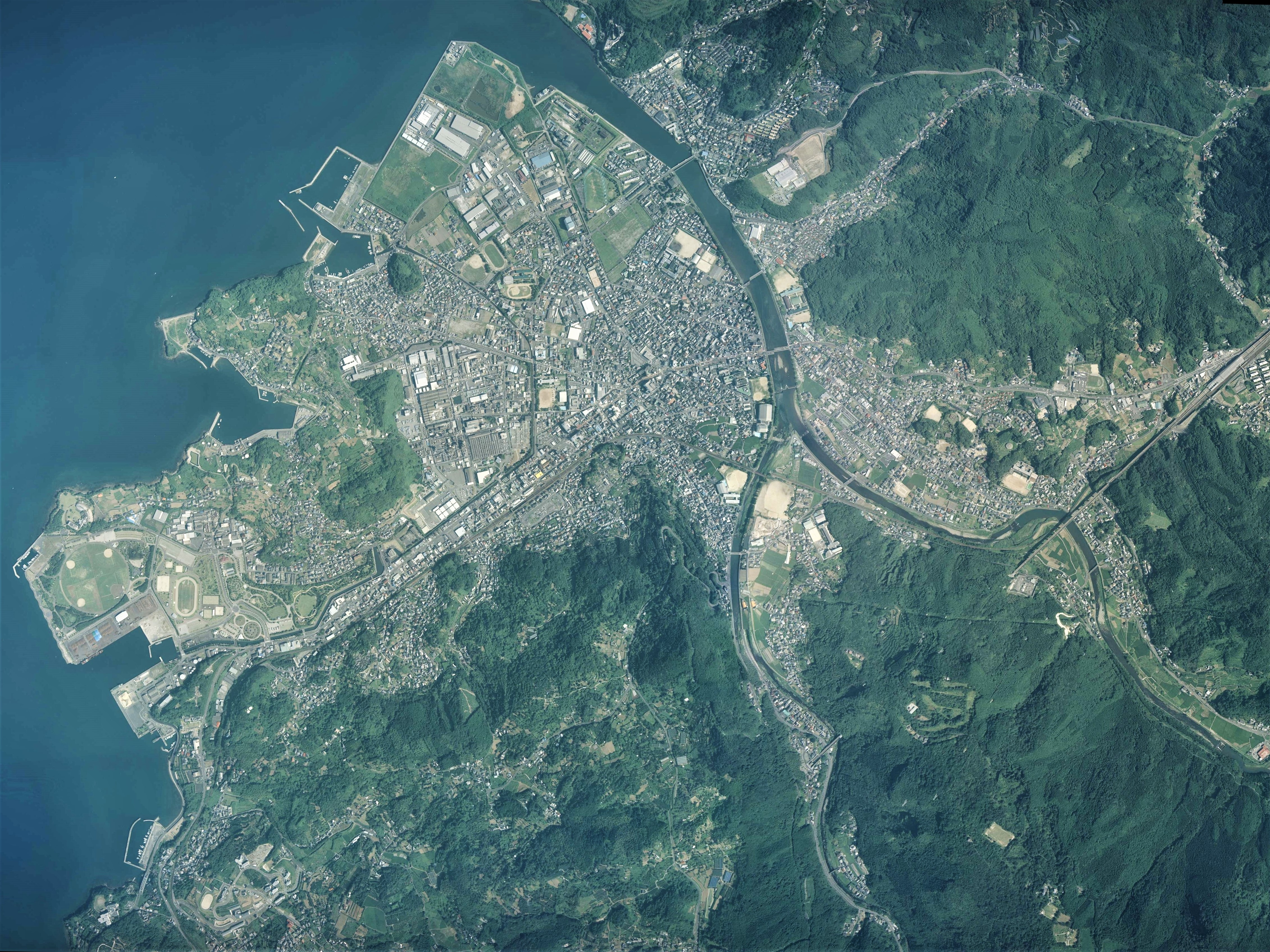
水俣市中心部周辺の空中写真。
2009年9月16日撮影の3枚を合成作成。。

熊本県の最南部、熊本市から南西に約70kmの場所に位置する。南は鹿児島県に接し、西は不知火海（八代海）に面するリアス式海岸である。中心部はJNC（チッソの子会社）とその関連工場などが多く立地し工業都市のイメージがあるが、北・東・南の三方を山に囲まれ緑の多い土地である。人口は水俣病発生後しばらくしてから減少傾向が続いており、2000年代前半に 3万人を割り込んでいる。
- 山：矢城山（586m）、大関山（902m）、国見山（867m）、鬼岳（735m）、矢筈岳（687m）
- 川：水俣川、久木野川、湯出川
- 島：恋路島（こいじしま、北緯32度11分42.3秒 東経130度23分17.3秒）、湯の児島（ゆのこじま、北緯32度14分11.0秒 東経130度25分02.7秒）

水俣川支流の久木野川上流久木野地区は97%が森に覆われた水の美しい地域で、農林水産省の日本の棚田百選に選ばれた寒川地区の棚田もある。また、大学山の照葉樹林は環境省のかおり風景100選に選ばれており、明治時代より林業に力をいれ、スギ、ヒノキの植林を行っている。1996年から市民参加により、大学山の緑を倍増すべく「水源の森」において植樹、下刈りを行っている。水源の森は、全ての市民参加で植えた森としては全国有数規模であり、水俣病患者、漁師、住民参加も得て、不知火海の再生の一端を担っている。

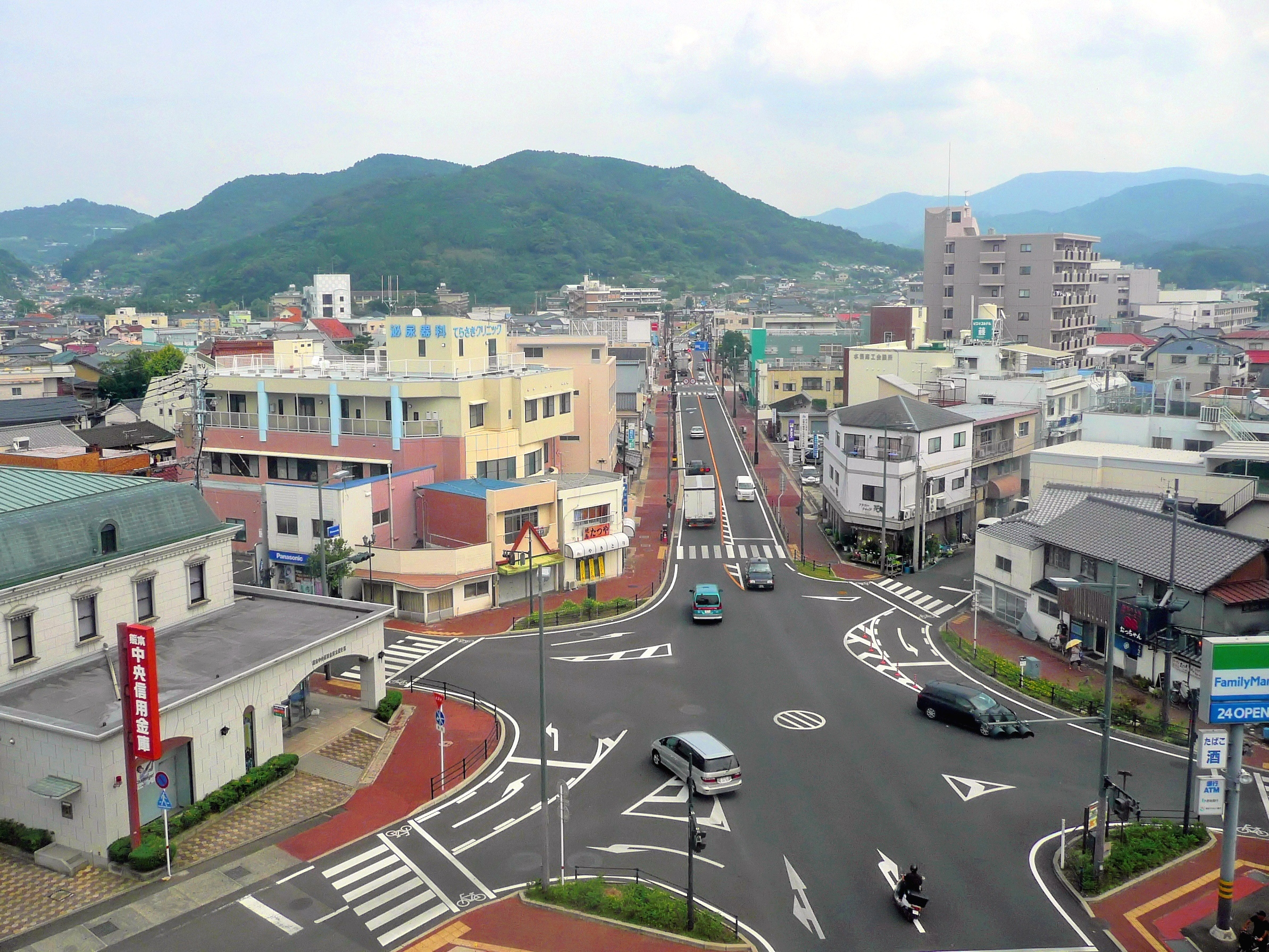
商業施設「エムズシティ」5階から望む市役所方面
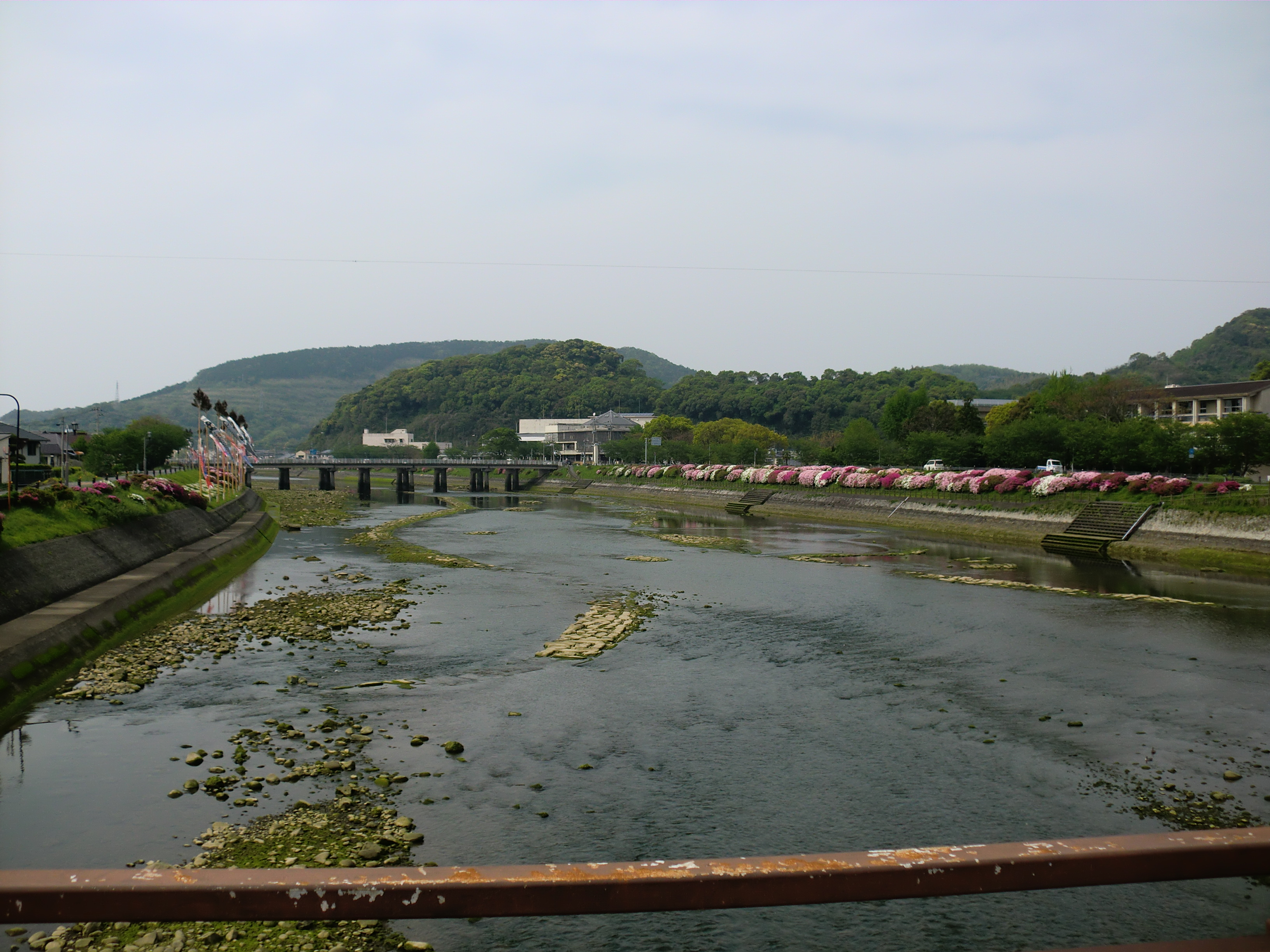
新水俣橋から下流方向に撮影した水俣川
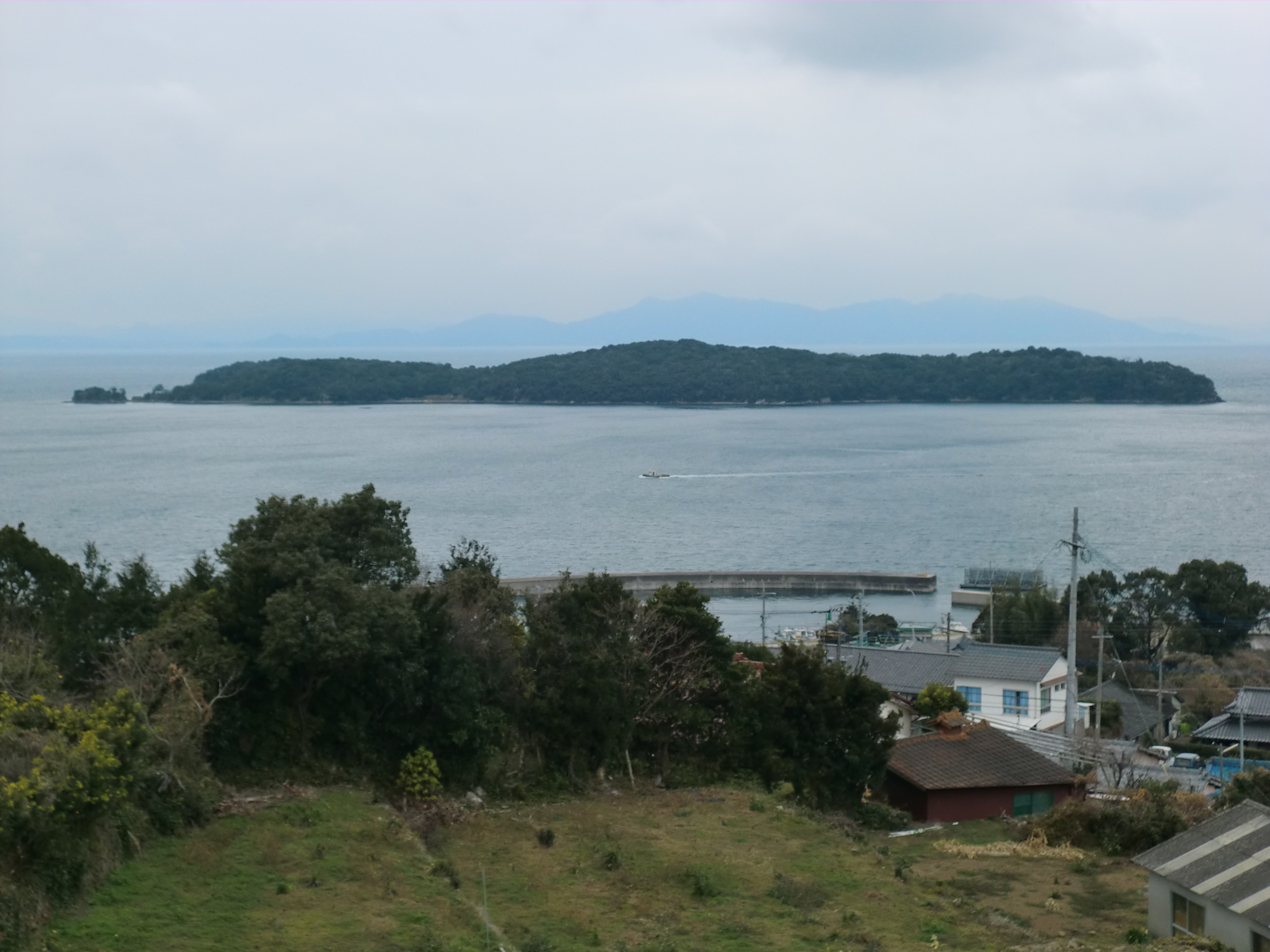
水俣湾に浮かぶ恋路島
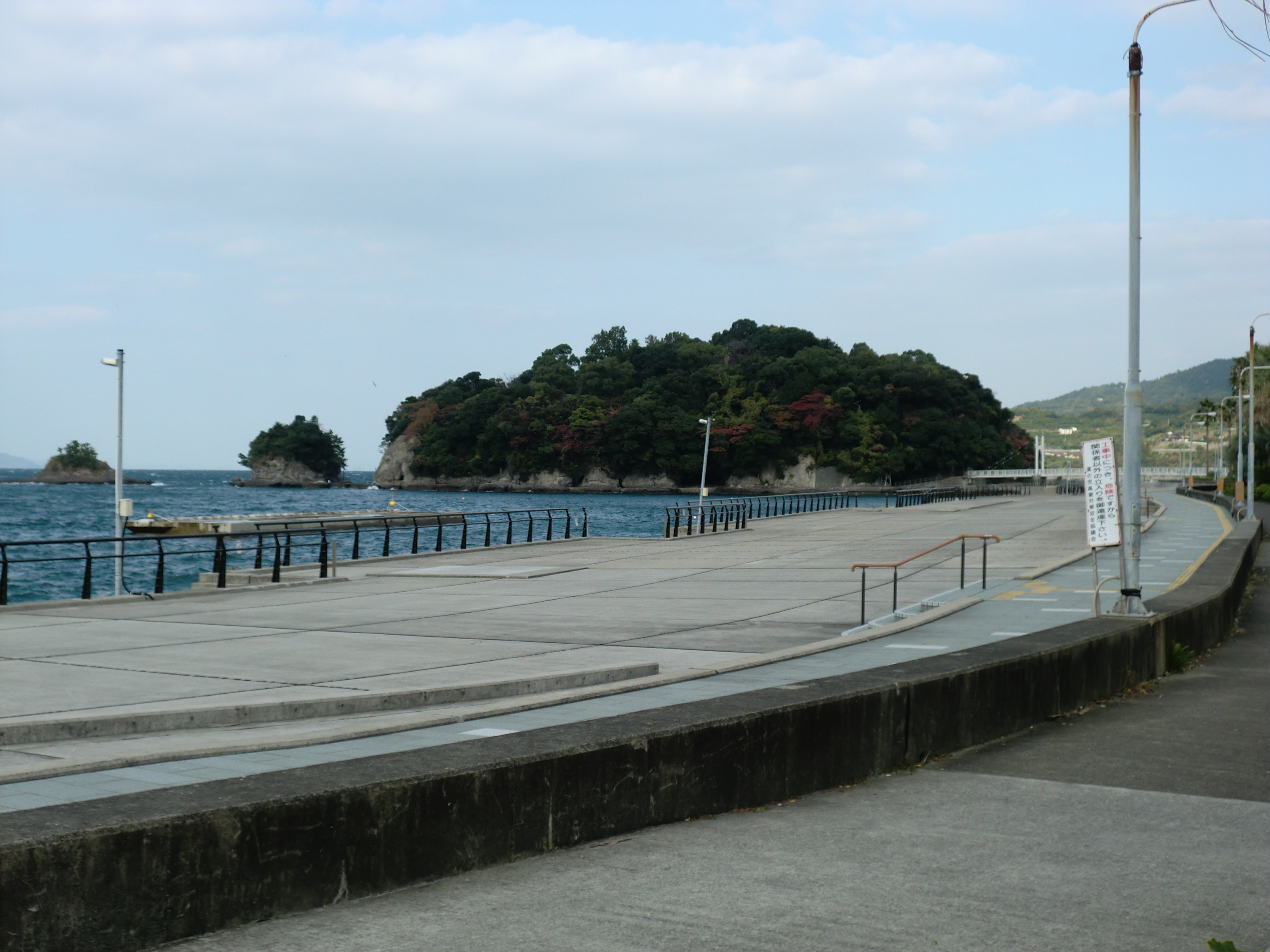
湯の児島
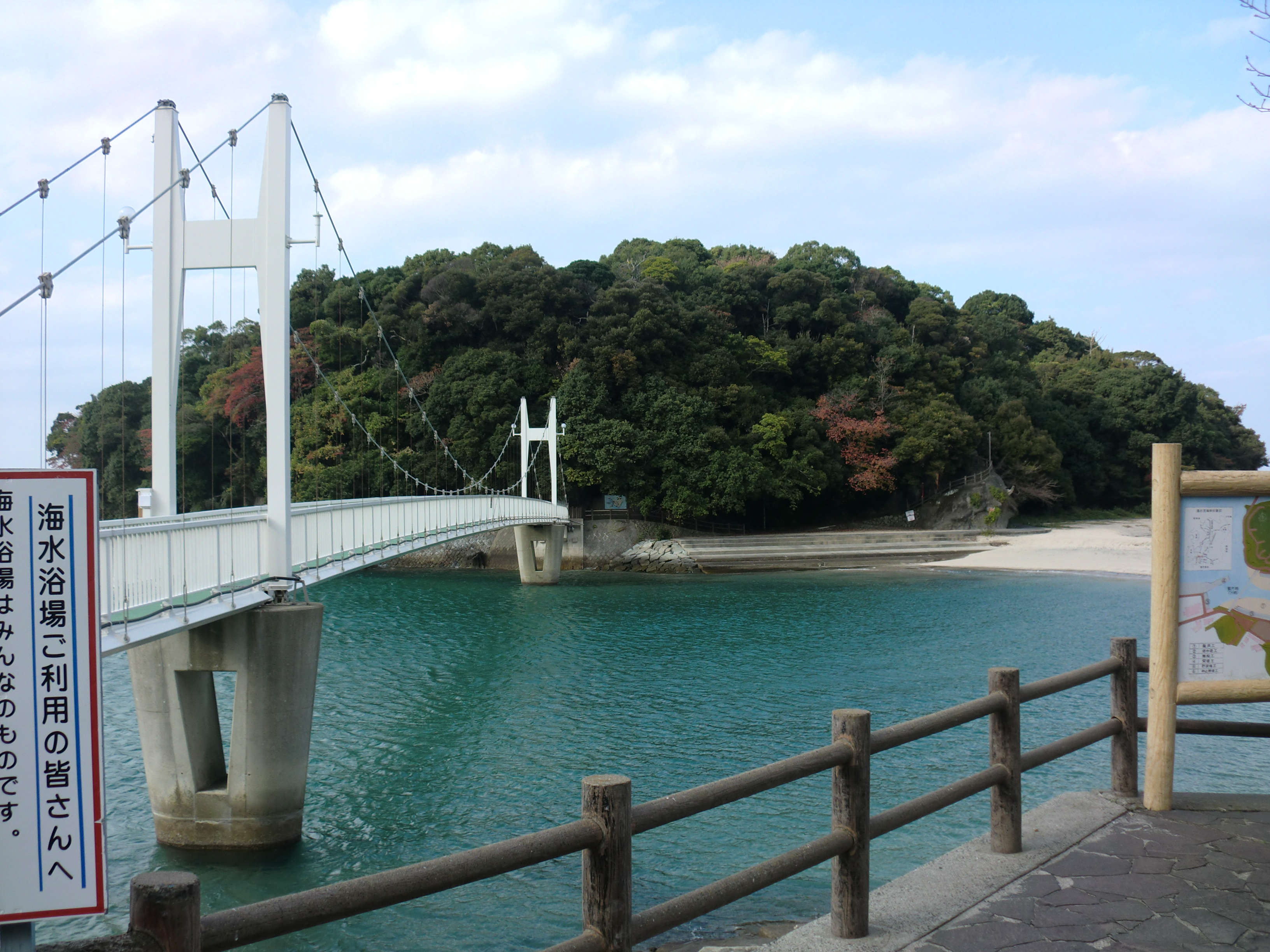
湯の児島と観月橋
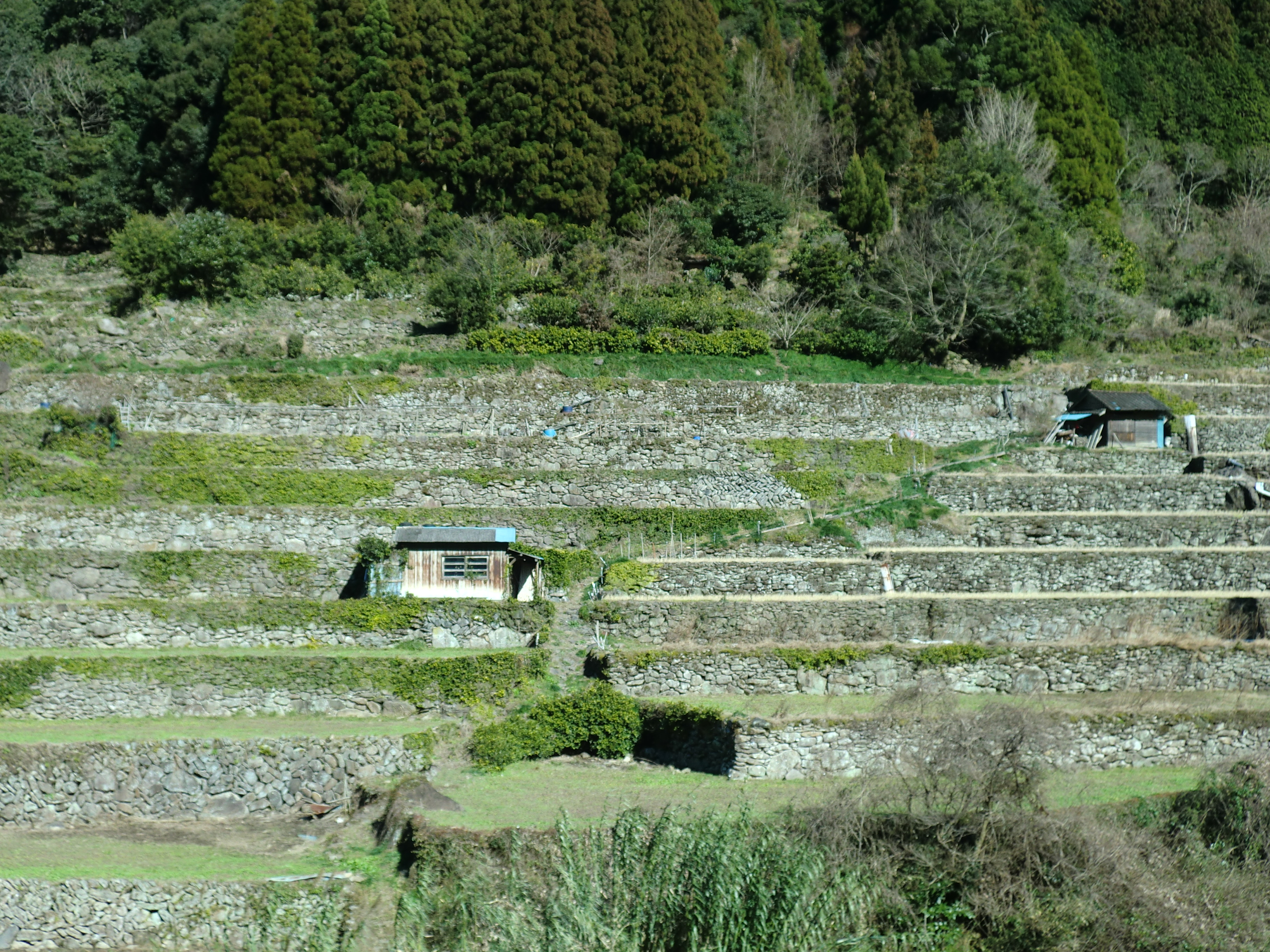
水俣市大窪付近にある棚田

### 隣接市町村
- 熊本県
  - 葦北郡芦北町・津奈木町
  - 球磨郡球磨村
- 鹿児島県
  - 出水市
  - 伊佐市

### 人口
| |                                        |  |
| 水俣市と全国の年齢別人口分布（2005年） | 水俣市の年齢・男女別人口分布（2005年） |  |
| ■紫色 ― 水俣市 ■緑色 ― 日本全国 | ■青色 ― 男性 ■赤色 ― 女性              |  |
| 水俣市（に相当する地域）の人口の推移 \| 1970年（昭和45年） \| 38,109人 \| \| \| 1975年（昭和50年） \| 36,782人 \| \| \| 1980年（昭和55年） \| 37,150人 \| \| \| 1985年（昭和60年） \| 36,520人 \| \| \| 1990年（平成2年） \| 34,594人 \| \| \| 1995年（平成7年） \| 32,842人 \| \| \| 2000年（平成12年） \| 31,147人 \| \| \| 2005年（平成17年） \| 29,120人 \| \| \| 2010年（平成22年） \| 26,978人 \| \| \| 2015年（平成27年） \| 25,411人 \| \| \| 2020年（令和2年） \| 23,557人 \| \| |                                        |  |
| 総務省統計局 国勢調査より |                                        |  |
| 1970年（昭和45年） | 38,109人                               |  |
| 1975年（昭和50年） | 36,782人                               |  |
| 1980年（昭和55年） | 37,150人                               |  |
| 1985年（昭和60年） | 36,520人                               |  |
| 1990年（平成2年） | 34,594人                               |  |
| 1995年（平成7年） | 32,842人                               |  |
| 2000年（平成12年） | 31,147人                               |  |
| 2005年（平成17年） | 29,120人                               |  |
| 2010年（平成22年） | 26,978人                               |  |
| 2015年（平成27年） | 25,411人                               |  |
| 2020年（令和2年） | 23,557人                               |  |

### 地名
- 石坂川
- 市渡瀬
- 江添
- 大迫
- 葛渡
- 小津奈木
- 陳内
- 薄原
- 月浦
- 中鶴
- 長崎
- 長野
- 南福寺
- 初野
- 浜
- 深川
- 袋
- 宝川内
- 湯出
- 大川（旧・久木野村）
- 久木野（旧・久木野村）
- 越小場（旧・久木野村）
- 古里（旧・久木野村）
- 旭町（1954年 - 1965年。浜・江添より発足し、大園町1丁目 - 3丁目・大黒町1丁目 - 2丁目となる。現・旭町とは別）
- 桜井町1丁目 - 3丁目（1954年、浜より発足。）
- 昭和町1丁目 - 2丁目3丁目（1954年、浜より発足。3丁目は1965年に桜井町1丁目 - 3丁目に編入され消滅。）
- 大黒町1丁目 - 2丁目（1954年、浜より発足。当初丁目はなかったが、1965年旭町・江添の一部を編入し、丁目がつく。）
- 天神町1丁目 - 2丁目（1954年、浜より発足。）
- 百間町1丁目 - 2丁目（1954年、浜・江添より発足。）
- 港町1丁目 - 3丁目（1954年、浜より発足。当初は2丁目までであったが、1965年、江添の一部を編入し3丁目が発足。）
- 旭町1丁目 - 2丁目（1965年、浜・江添より発足）
- 洗切町（1965年、浜より発足）
- 梅戸町1丁目 - 2丁目（1965年、浜より発足）
- 江南町（1965年、江添より発足）
- 大園町1丁目 - 3丁目（1965年、浜・江添・旭町・天神町1丁目 - 2丁目より発足）
- 古賀町1丁目 - 2丁目（1965年、浜・大黒町より発足）
- 幸町（1965年、浜・陳内より発足）
- 栄町1丁目 - 2丁目（1965年、浜・大黒町より発足）
- 塩浜町（1965年、浜より発足）
- 多々良町（1965年、浜・江添より発足）
- 築地（1965年、浜より発足）
- 中央公園（1965年、浜・江添より発足）
- 野口町（1965年、浜より発足）
- 八幡町1丁目 - 3丁目（1965年、浜より発足）
- 浜町1丁目 - 3丁目（1965年、浜・天神町1丁目 - 2丁目より発足）
- 浜松町（1965年、浜より発足）
- ひばりヶ丘（1965年、陳内より発足）
- 平町（1965年、浜・江添より発足）
- 緑ヶ丘（1965年、江添より発足）
- 山手町1丁目 - 2丁目（1965年、浜・江添より発足）
- 浦上町（1967年、江添より発足）
- 祇園町（1967年、浜より発足）
- 汐見町1丁目 - 2丁目（1967年、浜より発足）
- 八ノ窪町1丁目 - 2丁目（1967年、江添より発足）
- 丸島町1丁目 - 3丁目（1967年、浜より発足）
- 明神町（1967年、浜より発足）
- 古城1丁目 - 3丁目（1968年、陳内・長野より発足）
- 桜ヶ丘（1968年、浜より発足）
- 白浜町（1968年、浜より発足）
- 陣内1丁目 - 2丁目（1968年、陳内より発足）
- 長野町（1968年、長野・陳内より発足）
- 南福寺（1968年、南福寺より発足）
- 牧ノ内（1968年、陳内・浜より発足）
- わらび野（1968年、陳内より発足）

### 気候
| 水俣市（1991年 - 2020年）の気候    | 水俣市（1991年 - 2020年）の気候 | 水俣市（1991年 - 2020年）の気候 | 水俣市（1991年 - 2020年）の気候 | 水俣市（1991年 - 2020年）の気候 | 水俣市（1991年 - 2020年）の気候 | 水俣市（1991年 - 2020年）の気候 | 水俣市（1991年 - 2020年）の気候 | 水俣市（1991年 - 2020年）の気候 | 水俣市（1991年 - 2020年）の気候 | 水俣市（1991年 - 2020年）の気候 | 水俣市（1991年 - 2020年）の気候 | 水俣市（1991年 - 2020年）の気候 | 水俣市（1991年 - 2020年）の気候 |
| 月                                 | 1月                             | 2月                             | 3月                             | 4月                             | 5月                             | 6月                             | 7月                             | 8月                             | 9月                             | 10月                            | 11月                            | 12月                            | 年                              |
| ---------------------------------- | ------------------------------- | ------------------------------- | ------------------------------- | ------------------------------- | ------------------------------- | ------------------------------- | ------------------------------- | ------------------------------- | ------------------------------- | ------------------------------- | ------------------------------- | ------------------------------- | ------------------------------- |
| 最高気温記録 °C （°F）             | 22.3 (72.1)                     | 24.3 (75.7)                     | 27.1 (80.8)                     | 30.2 (86.4)                     | 33.0 (91.4)                     | 35.1 (95.2)                     | 37.1 (98.8)                     | 38.1 (100.6)                    | 37.0 (98.6)                     | 32.9 (91.2)                     | 28.8 (83.8)                     | 24.6 (76.3)                     | 38.1 (100.6)                    |
| 平均最高気温 °C （°F）             | 11.0 (51.8)                     | 12.4 (54.3)                     | 15.7 (60.3)                     | 20.6 (69.1)                     | 24.9 (76.8)                     | 27.2 (81)                       | 31.1 (88)                       | 32.3 (90.1)                     | 29.2 (84.6)                     | 24.2 (75.6)                     | 18.8 (65.8)                     | 13.4 (56.1)                     | 21.8 (71.2)                     |
| 日平均気温 °C （°F）               | 6.8 (44.2)                      | 7.8 (46)                        | 10.9 (51.6)                     | 15.3 (59.5)                     | 19.6 (67.3)                     | 22.9 (73.2)                     | 26.7 (80.1)                     | 27.4 (81.3)                     | 24.3 (75.7)                     | 19.1 (66.4)                     | 13.9 (57)                       | 8.8 (47.8)                      | 17.0 (62.6)                     |
| 平均最低気温 °C （°F）             | 2.6 (36.7)                      | 3.2 (37.8)                      | 6.1 (43)                        | 10.3 (50.5)                     | 14.8 (58.6)                     | 19.4 (66.9)                     | 23.3 (73.9)                     | 23.7 (74.7)                     | 20.5 (68.9)                     | 14.8 (58.6)                     | 9.5 (49.1)                      | 4.5 (40.1)                      | 12.7 (54.9)                     |
| 最低気温記録 °C （°F）             | −7.4 (18.7)                     | −4.9 (23.2)                     | −2.4 (27.7)                     | −0.4 (31.3)                     | 6.8 (44.2)                      | 11.3 (52.3)                     | 17.2 (63)                       | 17.6 (63.7)                     | 9.0 (48.2)                      | 3.6 (38.5)                      | 0.0 (32)                        | −3.2 (26.2)                     | −7.4 (18.7)                     |
| 降水量 mm （inch）                 | 71.1 (2.799)                    | 94.7 (3.728)                    | 130.1 (5.122)                   | 143.3 (5.642)                   | 187.2 (7.37)                    | 463.8 (18.26)                   | 410.7 (16.169)                  | 232.6 (9.157)                   | 212.1 (8.35)                    | 97.5 (3.839)                    | 98.8 (3.89)                     | 80.2 (3.157)                    | 2,222 (87.48)                   |
| 平均降水日数 （≥1.0 mm）           | 8.9                             | 9.8                             | 11.7                            | 10.7                            | 9.7                             | 15.4                            | 12.4                            | 10.9                            | 10.2                            | 7.5                             | 8.6                             | 8.8                             | 124.6                           |
| 平均月間日照時間                   | 119.5                           | 135.6                           | 168.2                           | 184.9                           | 194.8                           | 131.2                           | 202.3                           | 223.4                           | 178.3                           | 185.1                           | 149.0                           | 129.3                           | 2,001.7                         |
| 出典1：Japan Meteorological Agency |                                 |                                 |                                 |                                 |                                 |                                 |                                 |                                 |                                 |                                 |                                 |                                 |                                 |
| 出典2：気象庁                      |                                 |                                 |                                 |                                 |                                 |                                 |                                 |                                 |                                 |                                 |                                 |                                 |                                 |

## 歴史

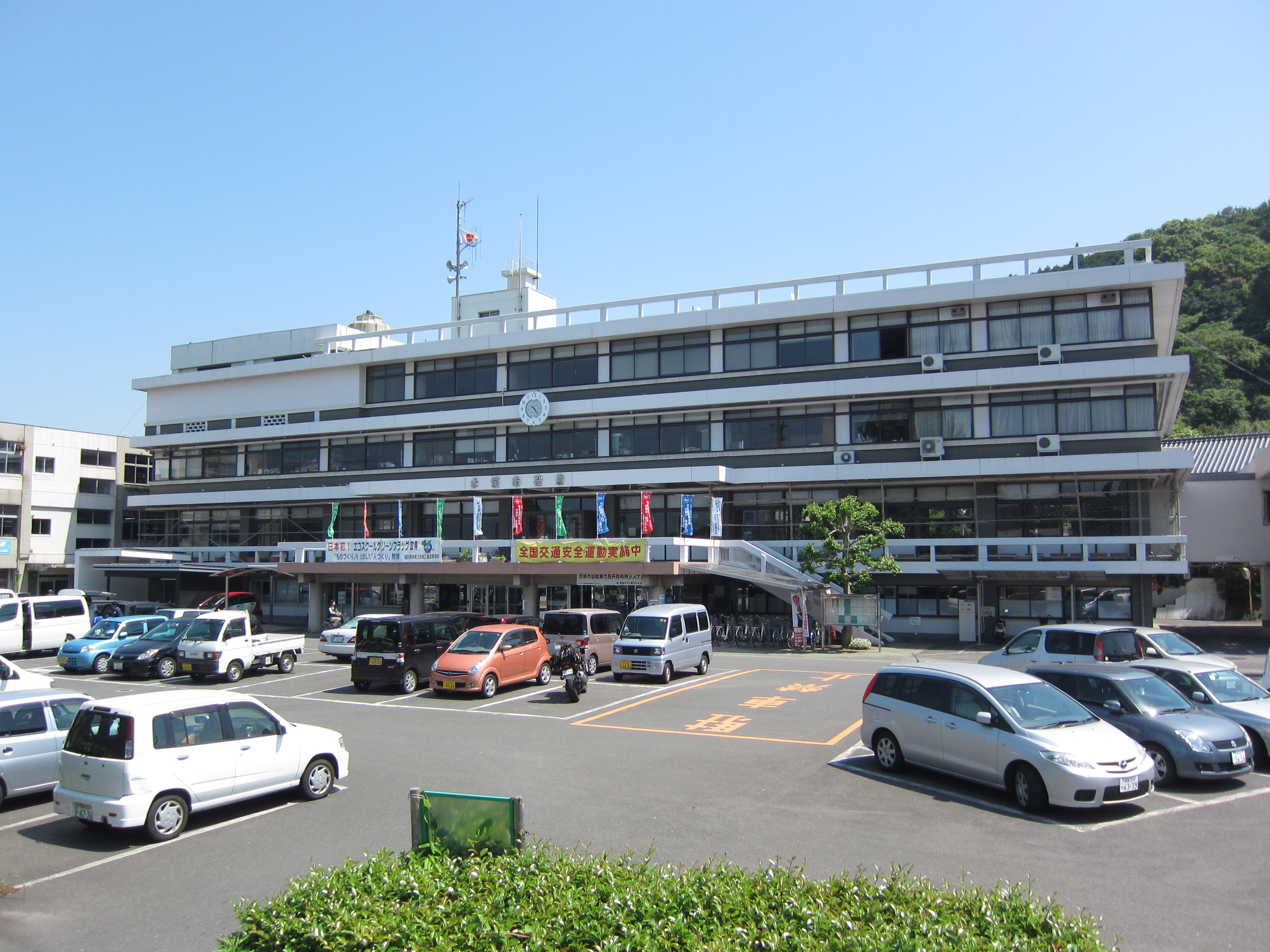
旧水俣市役所（2011年5月）

### 行政区域の変遷
- 1889年（明治22年）4月1日 - 町村制施行により、葦北郡水俣村として発足する。
- 1912年（大正元年）12月1日 - 町制を施行し、水俣町となる。
- 1949年（昭和24年）4月1日 - 市制を施行し、水俣市となる。
- 1956年（昭和31年）9月1日 - 久木野村を編入する。

### 年表
- 2万数千年前（旧石器時代） - 水俣石飛地区には、人が住んでいた。
- 88年（景行18年）頃 - 景行天皇が熊襲征討の際、湯の児温泉を発見したと伝えられる。
- 延喜式（905年 - 927年）で、水俣と仁王に厭家（うまや）が置かれたとあり、そのころから交通の要衝だった。
- 1385年（至徳2年） - 今川了俊の書状に水俣城名が記されている。
- 1634年（寛永11年） - 水俣の惣庄屋（代官）深水家の初代頼氏（水俣吉左エ門）が茂道山に松を密植した。
- 1872年（明治5年） - 水俣郵便取扱所が開設される。
- 1873年（明治6年） - 棟内村列（31ヵ村）、浜村列（15ヵ村）の両行政区が布かれて、それぞれに戸長役場が設けられた。
- 1881年（明治14年） - 八代警察署水俣分署（現在の水俣警察署）が設置される。
- 1890年（明治23年） - 市町村制の施行にともない、両列が合併し水俣村（人口12,303人）が誕生する。なお、村役場が陣内に置かれた。
- 1907年（明治40年） - 野口遵・藤山常一・市川誠次らが日本カーバイド商会を設立し、水俣村に製造工場を設ける。
- 1908年（明治41年） - 日本窒素肥料（日窒）水俣工場が設けられる。
- 1911年（大正元年） - 熊本県立水俣高等女学校の前身である水俣町立水俣女子実業補習学校が創立される。
- 1916年（大正5年） - 日窒が、水俣工場の専用港として梅戸港の整備に着工し、翌年完工する。
- 1925年（大正14年） - 湯の児温泉でボーリングに成功し、豊富な湯量を得て温泉街の規模が大きくなる。
- 1926年（大正15年） - 国有鉄道川内本線が米ノ津駅から水俣駅まで延伸され、水俣駅が開業する。
- 1927年（昭和2年） - 川内本線が水俣駅から湯浦駅まで延伸され、同線の全通にともない鹿児島本線に改称される。
- 1931年（昭和6年）11月16日 - 昭和天皇が日本窒素水俣工場を視察[2]。
- 1935年（昭和10年） - 熊本県立水俣工業高等学校の前身である水俣町立水俣実務学校が創立される。
- 1945年（昭和20年）3月29日 - アメリカ軍による初空襲があり、日窒工場に銃爆撃を加えた。荷揚げ用のクレーンと岸壁30mを破壊し、停泊中の貨物船を爆破沈没させた[3]。
- 1948年（昭和23年） - 熊本県立水俣高等女学校と熊本県立水俣農工学校を統合し、熊本県立水俣高等学校が発足する。
- 1949年（昭和24年）5月30日 - 昭和天皇が水俣市日本窒素を巡幸（昭和天皇の戦後巡幸）[4]。
- 1953年（昭和28年） - 水俣の医師濱田謙吉らの長年の署名集めにより、 水俣市立病院（現在の国保水俣市立総合医療センター）が開院する。
- 1955年（昭和30年） - 水俣川の河口付近に36万立方米の残渣を捨てることが出来る埋立地が完成[5]。
- 1961年（昭和36年） - 熊本県立水俣高等学校から機械科、建築科を熊本県立水俣工業高等学校に分離する。
- 1978年（昭和53年） - 水俣市が水俣城跡に運動公園を造成する。工事中には、地下から石垣が発見された。
- 1993年（平成5年） - 水俣市立水俣病資料館が開館する。
- 1997年（平成9年） - 水俣湾に安全宣言が出され、漁業も再開される。
- 2002年（平成14年） - 八幡残渣プールの外周道路の土地が、チッソから水俣市に無償譲渡される[6]。
- 2003年（平成15年） - 水俣市コミュニティバス「みなくるバス」が運行を開始する。
- 2004年（平成16年） - 九州新幹線の部分開業に伴い、新水俣駅が開業する。鹿児島本線の市内区間が肥薩おれんじ鉄道の管轄となる。
- 2011年（平成23年） - 第10回持続可能な地域社会をつくる日本の環境首都コンテストにて環境首都の称号を得る。
- 2021年（令和3年）12月20日 - 市役所新庁舎が完成[7]。

### 水俣病
1908年（明治41年）に、日本窒素肥料株式会社（現・チッソ）水俣工場が開設されて以来、水俣市は同社の企業城下町として発展してきた。しかし同社はメチル水銀を含んだ廃液を海（水俣湾）へ流した水俣病の原因企業であった。水俣病の公式発見は、1956年（昭和31年）5月1日とされている。水俣湾内の汚染魚介類の流出を防ぐために仕切り網が設置されていたが、1997年（平成9年）7月29日、熊本県知事の福島譲二が水俣湾の安全宣言を行い、同年10月から漁が再開された。
しかし、多くの犠牲者が出て「死の海」と呼ばれるようになり、「水俣」は世界的規模で負のイメージを帯びることになった。この水俣病は地域社会の人間関係にも大きな傷を残している。
関連施設
- 水俣病歴史考証館
- もやい館（水俣市総合もやい直しセンター）
- 水俣市立水俣病資料館
- 熊本県環境センター

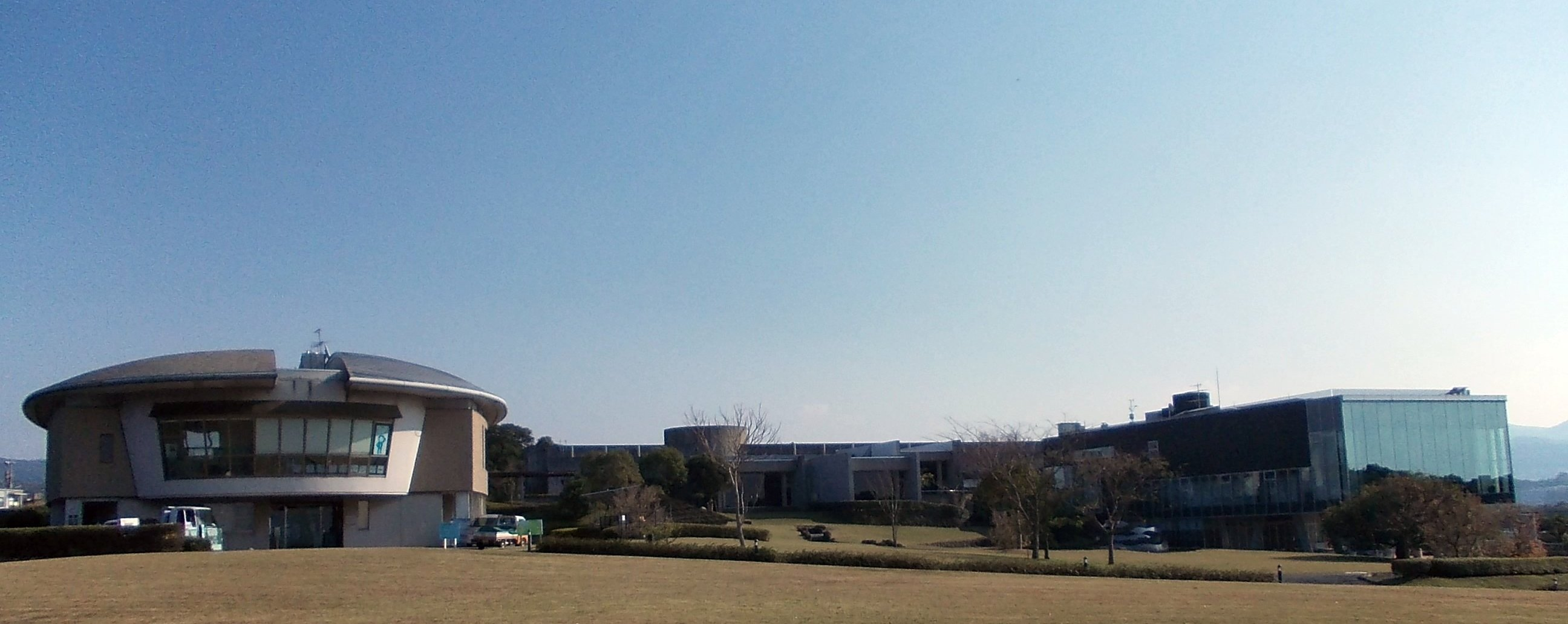
水俣市のエコパーク内にある水俣病情報センター熊本県環境センター

- 国立水俣病総合研究センター・水俣病情報センター

### 環境都市づくり
水俣病などの苦難の歴史を乗り越えるべく、「環境・健康・福祉を大切にする産業文化都市」をキャッチフレーズとし、市民・企業・行政が高い意識を持ち世界のモデルとなることを目指して環境モデル都市づくりを進めている。2008年（平成20年）7月に国が「環境モデル都市」と認定した全国 6地方公共団体のうちの一つである。
1993年（平成5年）から、全国に先駆けて、ゴミの分別収集を行っており、現在の分別種類数は24種類と、全国でも最も細かいレベルにある。このような共同作業は希薄になりがちな近所付き合いの活性剤となり、水俣病によって崩壊したコミュニティの再生にもつながった。こうした取り組みと地域における環境関連産業の振興を有機的に結びつけたまちづくりを目指し「水俣エコタウンプラン」を策定、2001年（平成13年）2月に経済産業省と環境省の承認を受けた。
複数の環境NGOで組織する「環境首都コンテスト全国ネットワーク」が主催する「日本の環境首都コンテスト」において、2004年（平成16年度）と2005年（平成17年度）の2年連続で1位となり、その後の2009年（平成21年度）と2010年（平成22年度）と2011年（平成23年度）にも1位になっている。

## 行政

### 市長
- 市長：髙岡利治（2018年2月22日就任、2期目）

| 代      | 氏名     | 就任年月日    | 退任年月日    | 備考                       |
| ------- | -------- | ------------- | ------------- | -------------------------- |
| 初代    | 中西孝磨 | 1949年4月1日  | 1950年2月21日 |                            |
| 2-3代   | 橋本彦七 | 1950年2月22日 | 1958年2月21日 | チッソの技術者、水俣工場長 |
| 4代     | 中村止   | 1958年2月22日 | 1962年2月21日 |                            |
| 5-6代   | 橋本彦七 | 1962年2月22日 | 1970年2月21日 |                            |
| 7-10代  | 浮池正基 | 1970年2月22日 | 1986年2月21日 |                            |
| 11-12代 | 岡田稔久 | 1986年2月22日 | 1994年2月21日 |                            |
| 13-14代 | 吉井正澄 | 1994年2月22日 | 2002年2月21日 |                            |
| 15代    | 江口隆一 | 2002年2月22日 | 2006年2月22日 |                            |
| 16-17代 | 宮本勝彬 | 2006年2月22日 | 2014年2月21日 | 元教育長                   |
| 18代    | 西田弘志 | 2014年2月22日 | 2018年2月21日 |                            |
| 19-20代 | 高岡利治 | 2018年2月22日 | 現職          |                            |

### 国家機関
- 熊本労働局水俣公共職業安定所
- 環境省国立水俣病総合研究センター

### 県の機関
- 水俣保健所
- 環境センター
- 水俣警察署
  - 水俣駅前交番
  - 袋駐在所
  - 葛渡駐在所

## 産業
- 市内総生産 942億円（2004年度）

### 第一次産業
もともと豊富な海の幸に恵まれた不知火海沿岸であるため漁業が盛んであったが、水俣病の発生により1958年以降、禁漁となり壊滅した。農業も風評被害に遇い、大打撃を受けたが、水俣病の経験を踏まえた環境を大切にする地域一体となったまちづくりの下、農薬・化学肥料を使わない農業が広がり、その一環として甘みがあって生でも食べられるサラダたまねぎのブランドを確立し、全国的にも高い評価を得ている（このサラダたまねぎは読売テレビ『どっちの料理ショー』において「特選素材」として紹介（同市内ではkkt!くまもと県民テレビを通して放送された）されたが、その際に生産地の「水俣市」の名が隠され、放送局側の偏見が批判された。これに関しては読売テレビに対し内容証明で抗議文が送られている。）。無農薬で作った茶や柑橘類の日本有数の産地でもある。これまでの取り組みにより水俣産の食材・食品の評価は高まりつつある。
長年禁漁であった漁業も海の浄化が進んだことによって1997年に解禁されている。中でもタチウオは湯の児温泉の名物料理としても知られ、太公望が多く訪れる。

### 第二次産業
チッソ水俣工場は現在でも事業を移管した子会社のJNC水俣工場として操業しており、JNCの企業城下町としての性格が強い。JNCは世界でトップ3に入る液晶シェアを持っており、近年の液晶需要の増加から業績を回復させている。
一方、約20ヘクタールの水俣産業団地内にエコタウン事業等による環境関連産業の立地と既存企業の環境配慮型への転換を推進しており、既に、家電リサイクル施設、びんのリユース・リサイクル施設、使用済みタイヤリサイクル施設(撤退)、廃プラスチック複合再生樹脂リサイクル施設など6企業が立地し事業を開始している。         
このエコタウンへのリサイクル企業の進出については、市民が取り組んでいる高度なごみ分別収集が工場の立地を可能にしており、ペットボトルを始めとする全ての資源物の品質レベルが高く、「水俣ブランド」と呼ばれ全国的に注目されている。
また、進出企業については、ISO14001の取得を要請するなど厳しい環境協定を市と結ぶこととしている。
環境ビジネスなど地場産業の育成と技術向上のための支援を図り、環境モデル都市の実現に寄与するために地域企業と大学、公設試験研究機関等のネットワークを活かしながら、それを支援していくための交流拠点として、1999年に「みなまた環境テクノセンター」を設立している。
このような水俣病の教訓を生かした水俣独自の持続可能な資源循環型社会の構築を目指した取り組みにより、近年、多くの人が視察、研修で水俣を訪れている。

### 第三次産業

#### 観光
昔から不知火海に面するレジャー指向の湯の児温泉、湯出川上流の湯治場・湯の鶴温泉の2つの温泉が知られている。また、エコパーク水俣バラ園が開園し、最大の観光地となっている。水俣病の歴史学習や環境学習を目的とする修学旅行・視察旅行などもあり、エコパーク水俣などに国・県・市の学習拠点が整備されている。
地魚料理はいりこ、太刀魚のみりん干し、ちりめんなどの海産物や、サラダ玉ねぎ、みなまた茶、新米、寒漬け、晩柑、甘夏、デコポン、スイートスプリングなどがみられる。
主な観光イベント
 • 3月 - サラたまちゃん祭り
 • 4月 - 湯の児桜まつり、みなまた春まつり（水俣三社祭り）
 • 5月 - ローズフェスタ（春）、みなまた港フェスティバル・みなまた総合物産展
 • 7月 - 恋龍祭
 • 10月 - ローズフェスタ（秋）

#### 商業

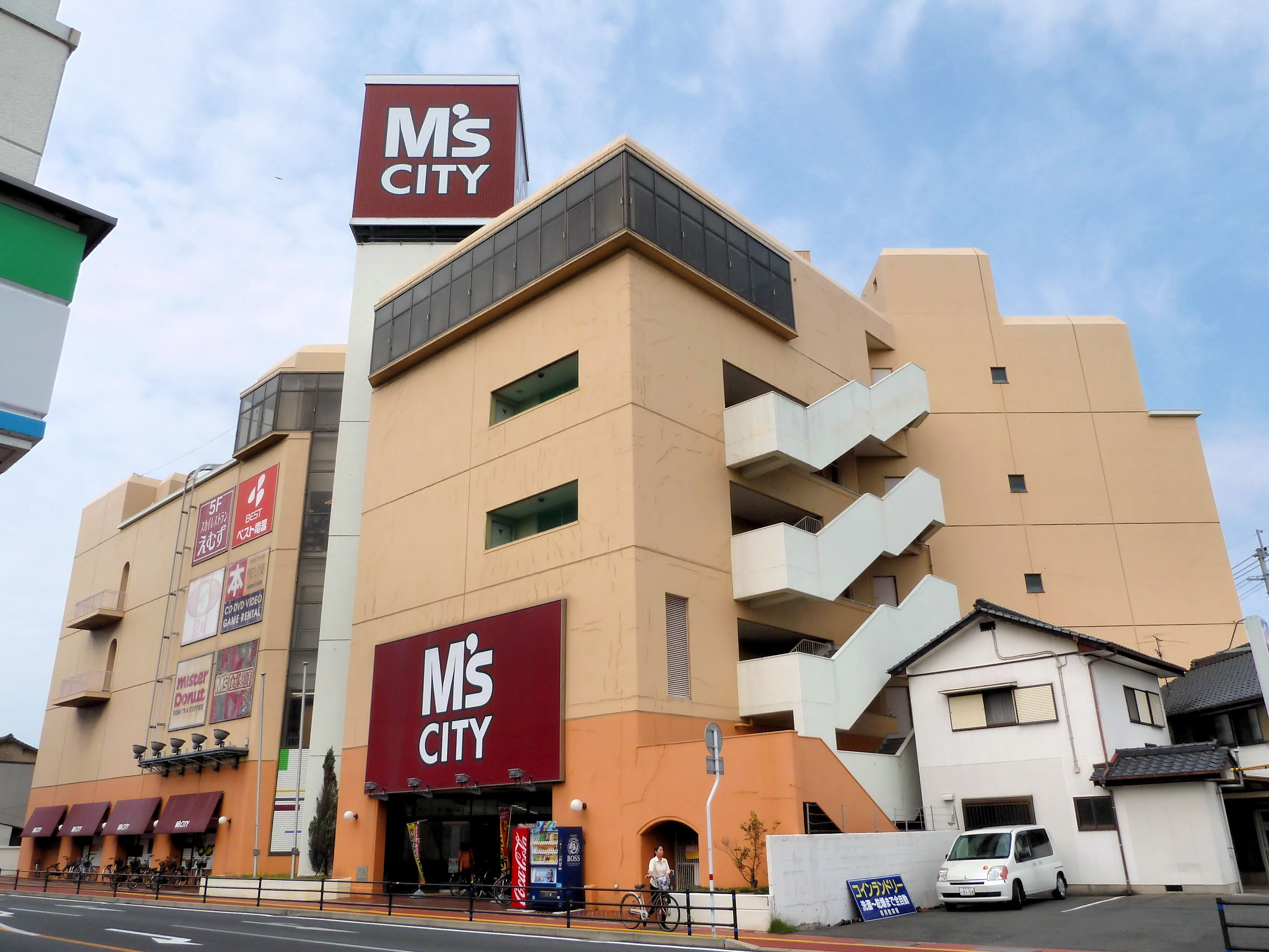
中心市街地の核店舗である「水光社 M's CITY」。

中心商店街は水俣駅東側の国道3号線周辺を中心として広がる。核店舗は水光社本店、水光社エムズシティ（旧水俣寿屋百貨店）、鶴屋百貨店水俣店（小型店舗）である
郊外部には大規模商業施設はないものの、国道3号線沿いを中心に郊外地域にかけてもロードサイド型店舗の進出が見られる。

### 環境マイスター
環境にこだわったものづくりに取り組む職人を認定する環境マイスター制度を1998年に全国で初めて設け、紙漉き職人、お茶・みかん・野菜・米づくりを行っている人など9名を認定。現在は33名が環境マイスターとして認定されており、いずれも、原料、生産、加工、販売、廃棄物のどの行程においても、環境にこだわったものづくりを進めている。

### 主な企業・組合
- 生活協同組合くまもと（旧団体名：生活協同組合水光社）
- ASBエコウッド
- アクトビーリサイクリング
- サン・エレクトロニクス
- リプラ・テック
- 旭印刷
- 大森産業
- 新栄合板工業
- 摂津工業
- 福田農場ワイナリー
- チッソ水俣本部
- JNC水俣製造所
- 河村電器産業水俣工場
- 喜楽鉱業水俣エネルギー工房
- マルイ食品しらぬい工場

金融機関
- 肥後銀行水俣支店
- 熊本銀行水俣支店
- 熊本中央信用金庫水俣支店
- 九州労働金庫水俣支店

## 姉妹都市・提携都市

### 海外
姉妹都市
- デボンポート（オーストラリア連邦タスマニア州）
1996年(平成8年)2月27日 - 姉妹都市提携

## 教育

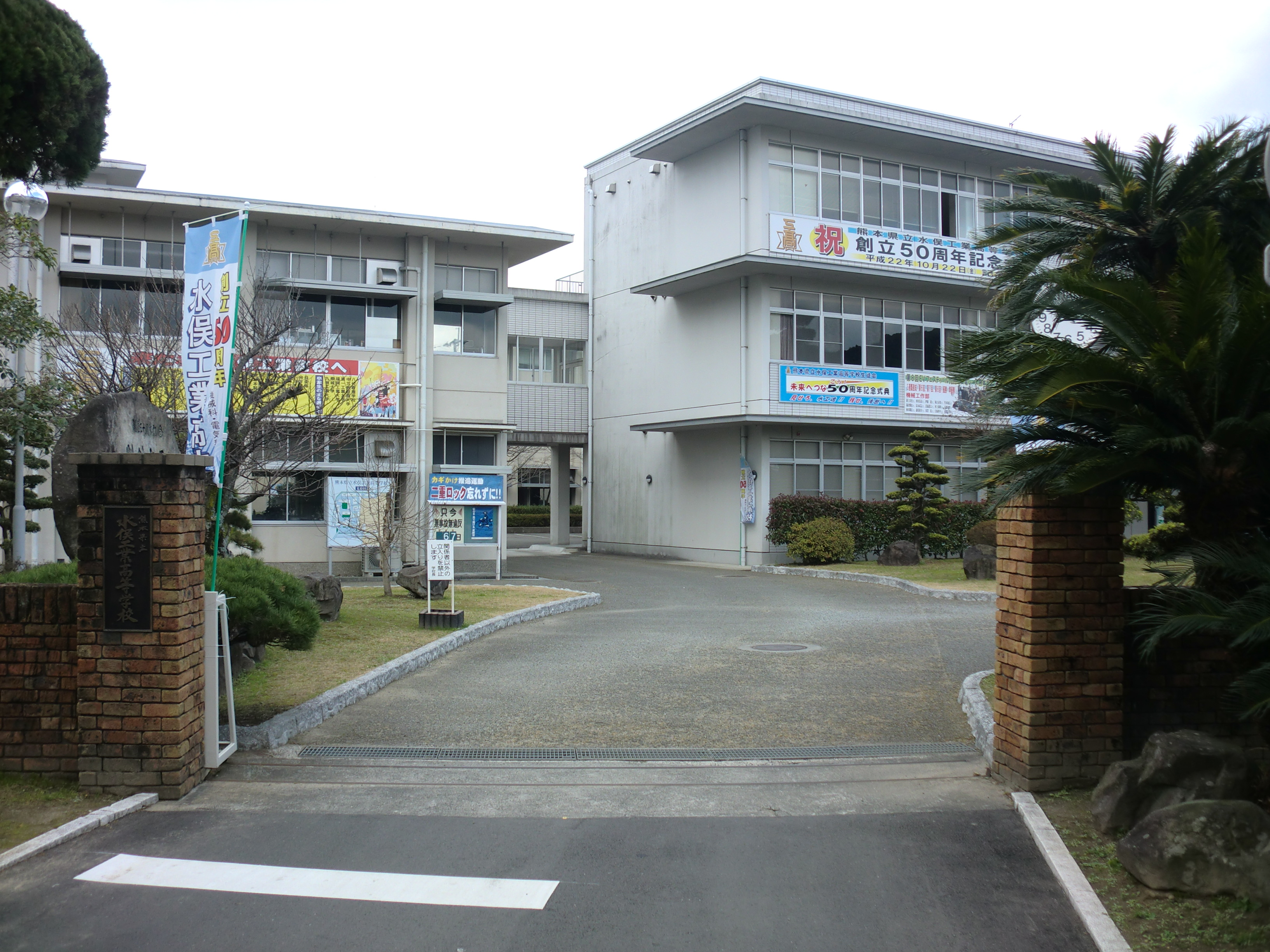
熊本県立水俣高等学校

近年、市の「小中学校再編成実施計画」により一部学校の統廃合が実施された。

### 高等学校
- 熊本県立水俣高等学校
- 熊本県立水俣工業高等学校（2014年に水俣高等学校に統合）

### 中学校
2011年4月1日、上述計画による統廃合が実施された。なお、廃校となった水俣第三中学校および湯出中学校については、既存の水俣第一中学校・水俣第二中学校とともに校区が再編された。
市立
- 水俣第一中学校
  - 浜分校 - 総合医療センターに所在し、入院生徒向けの教育を行っている[15]。
- 水俣第二中学校
- 袋中学校
- 緑東中学校 - 葛渡中学校と久木野中学校が統合。校舎は前者を使用している[15]。

### 小学校
上述計画による統廃合は、2008年および2009年4月にそれぞれ実施された。
太字の学校は標準服がある。
市立
- 水俣第一小学校
  - 浜分校
- 水俣第二小学校
- 水東小学校
- 袋小学校
- 湯出小学校
- 葛渡小学校
- 久木野小学校

## 交通

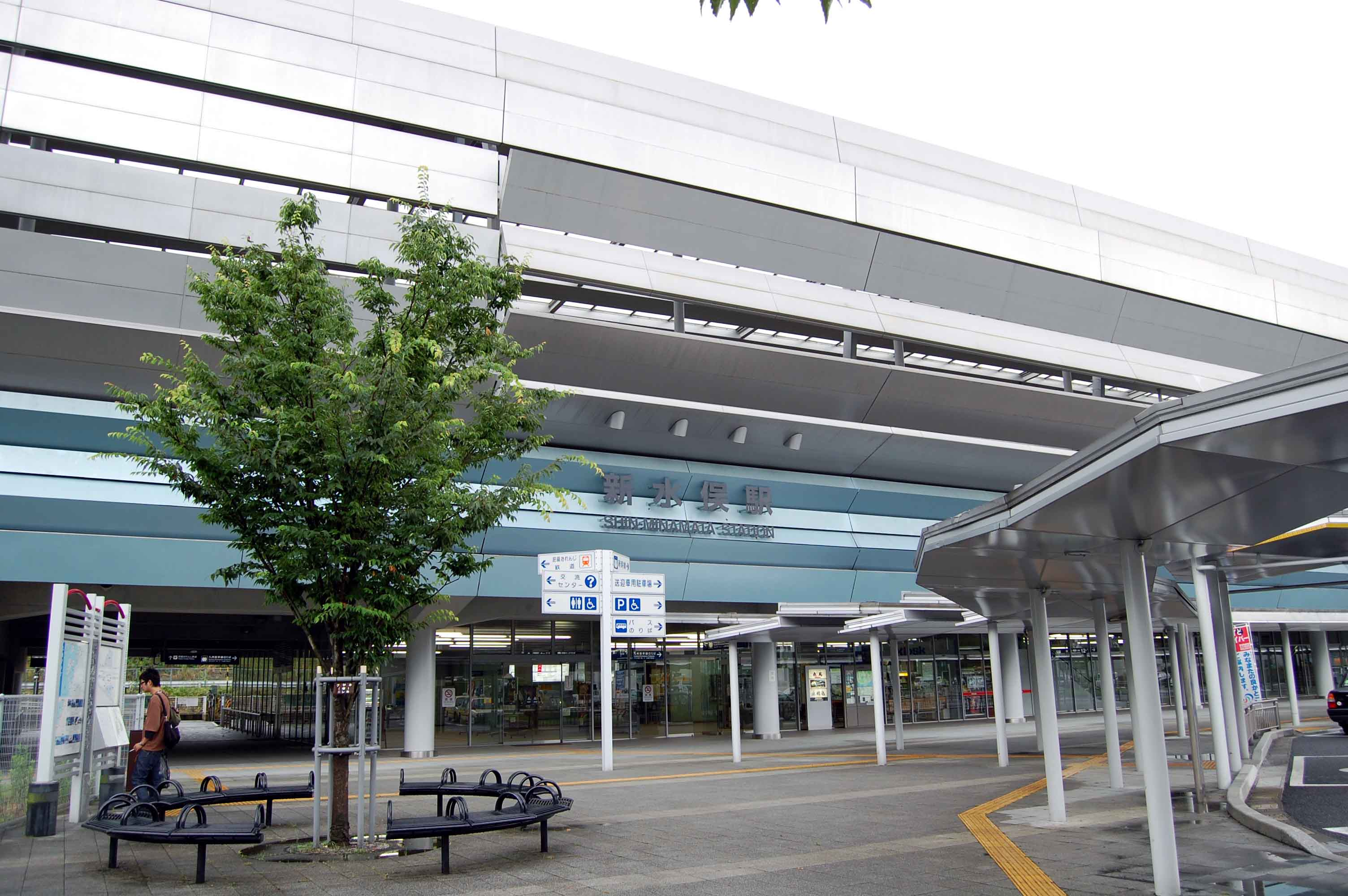
新水俣駅

### 鉄道
市の中心となる駅：新水俣駅、水俣駅
九州旅客鉄道（JR九州）
- 九州新幹線：（八代市）- 新水俣駅 -（出水市）

肥薩おれんじ鉄道
- ■肥薩おれんじ鉄道線：（津奈木町）- 新水俣駅 - 水俣駅 - 袋駅 -（出水市）

※ このほか1988年まで、山野線が水俣駅から分岐していた（駅は水俣駅 - 東水俣駅 - 肥後深川駅 - 深渡瀬駅 - 久木野駅）。廃止後は跡地を再利用した「日本一長〜い運動場」（歩行者と自転車の専用道）が整備されている。

### 路線バス
- 産交バス
  - 水俣市 - 津奈木町 - 芦北町
- 南国交通
  - 水俣市 - 出水市 - 阿久根市
  - 水俣市 - 伊佐市
  - 水俣市 - 伊佐市 - 湧水町 - 霧島市（鹿児島空港）
- みなくるバス（コミュニティバス） ‐ 市内各地

### 道路

#### 高速道路
- E3A 南九州自動車道（芦北出水道路）
  - 水俣インターチェンジ

南九州西回り自動車道（通称は南九州自動車道）の一部として2019年3月2日に津奈木IC - 水俣IC間が開通。高規格幹線道路（自動車専用道路の一種）であり高速自動車国道ではないが、九州自動車道とも接続されている。
芦北出水道路のうち水俣ICから鹿児島県出水市の出水ICまでの区間は現在事業中であり、開通した際には水俣市内に袋インターチェンジも設置される予定である。

#### 一般国道
- 国道3号
- 国道268号

#### 主要地方道
- 熊本県道15号人吉水俣線
- 熊本県道56号水俣田浦線

### 道の駅
- みなまた

### 海運

#### 水俣港
2000年5月23日、特定地域振興重要港湾に選定されている。
1976年、県が水俣湾の水銀汚泥の処理を目的とした「水俣湾公害防止事業」に着手し、1976年には1工区約4.5ha、1990年には2工区約54haの埋め立てがそれぞれ竣工した。また、これに先立つ1989年には水深7.5mおよび10mの岸壁がそれぞれ1バース整備された。なお、熊本県土木部港湾課による「水俣湾公害防止事業埋立地護岸耐震及び高経年化対策委員会」の調査において、護岸背面近傍に総水銀及びアルキル水銀の溶出量値が定量下限値以下であることが報告されている。

#### 船舶
- 南国海運：水俣港 - 御所浦港 - 本渡港 廃止済み
- 獅子島汽船：水俣港 - 諸浦港

### 航空
- 最寄りの空港は鹿児島空港あるいは阿蘇くまもと空港
  - 鹿児島空港へは水俣駅（新水俣駅経由）および出水駅より直通バスが各々運行されている（南国交通）。水俣駅からは本数が少ないが、出水駅からは毎時1本のペースで運行されている。所要時間は約2時間。
  - 阿蘇くまもと空港へは八代駅より直通バスが毎時1本のペースで運行されている。所要時間は約2時間。

## 名所・旧跡・観光スポット
- 水俣諏訪神社
- 濱八幡宮
- 住吉神社
- 湯の児温泉
  - 海水浴場
  - フィッシングパーク

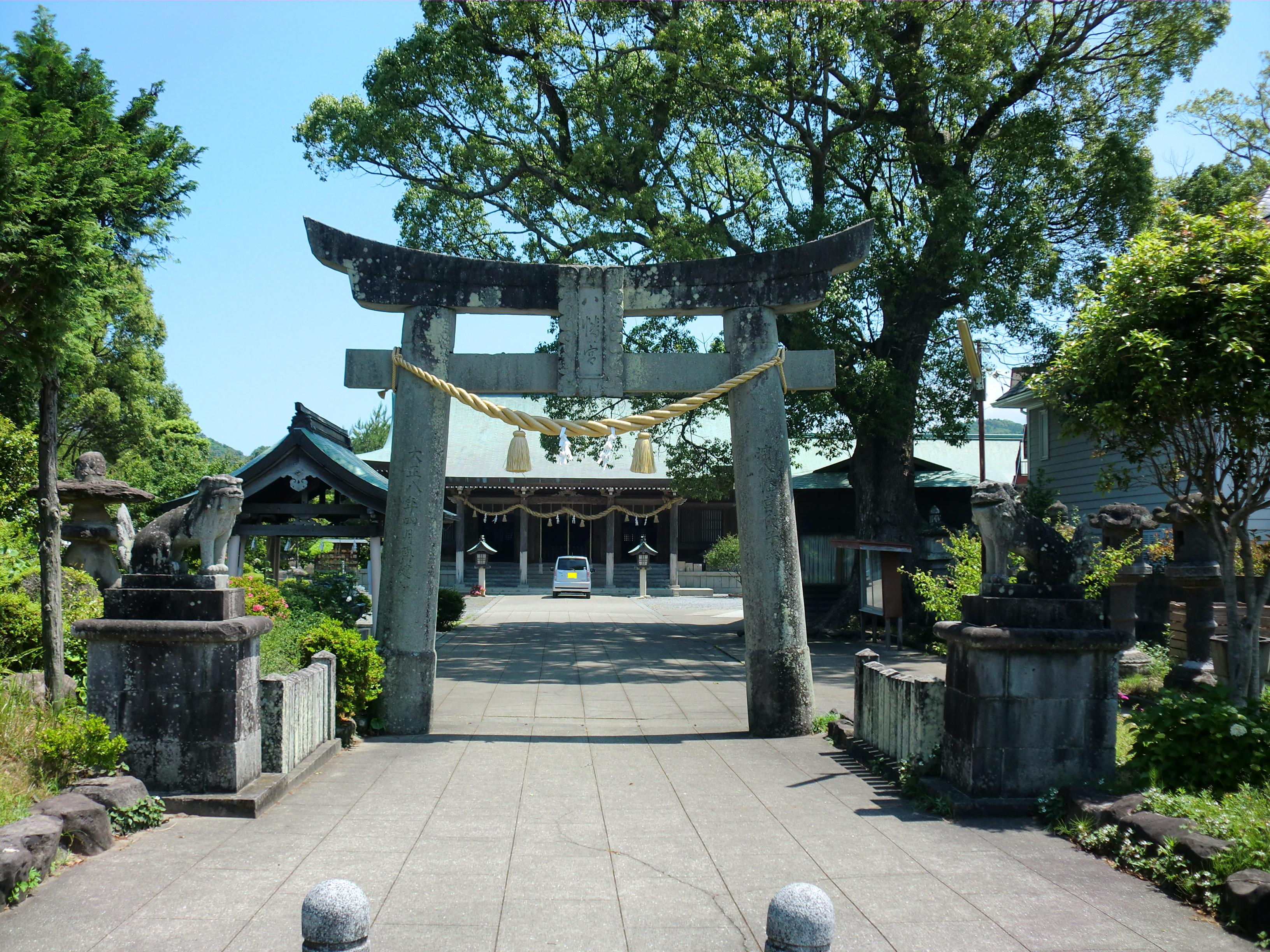
濱八幡宮

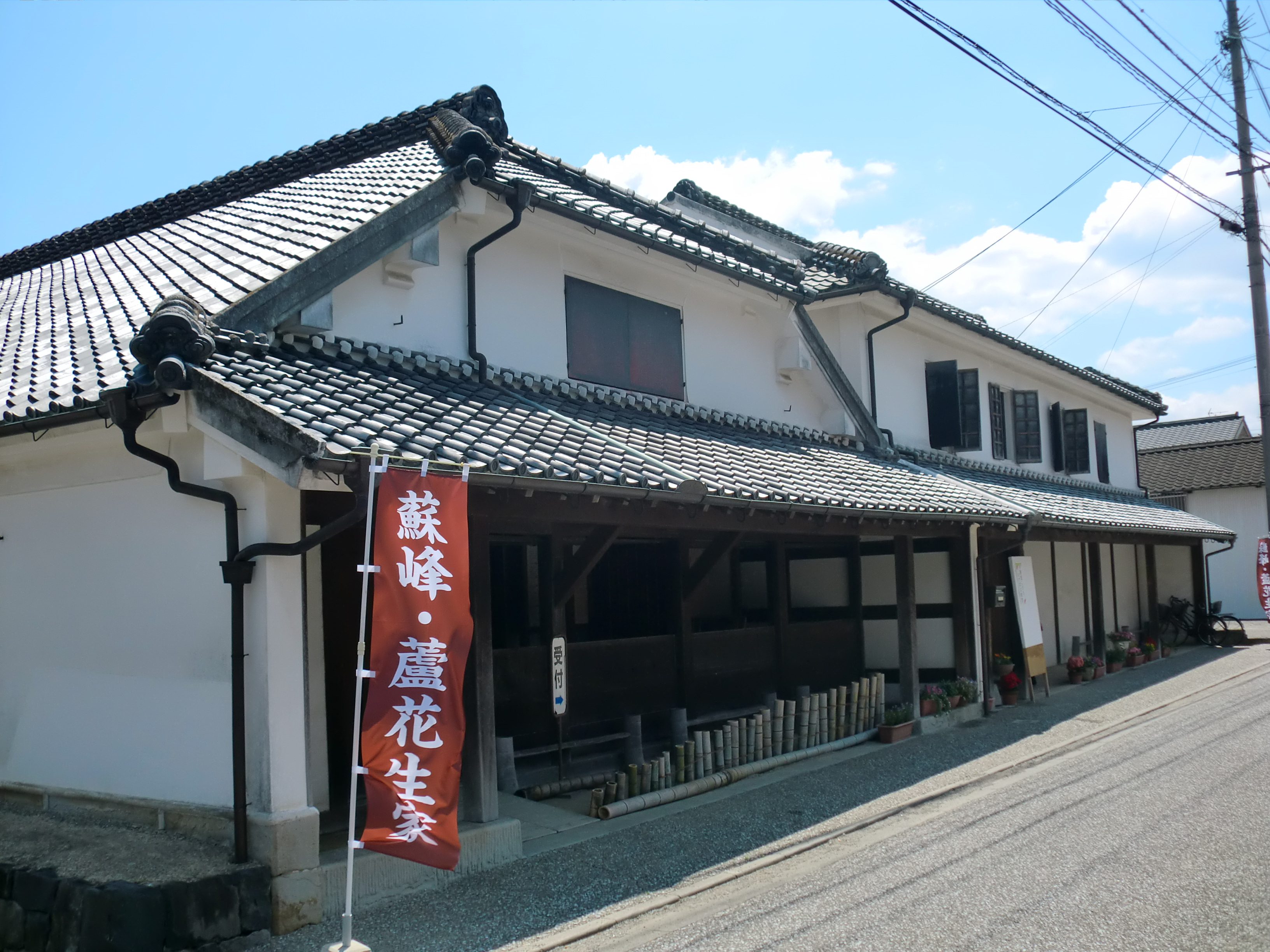
徳富蘇峰・蘆花生家

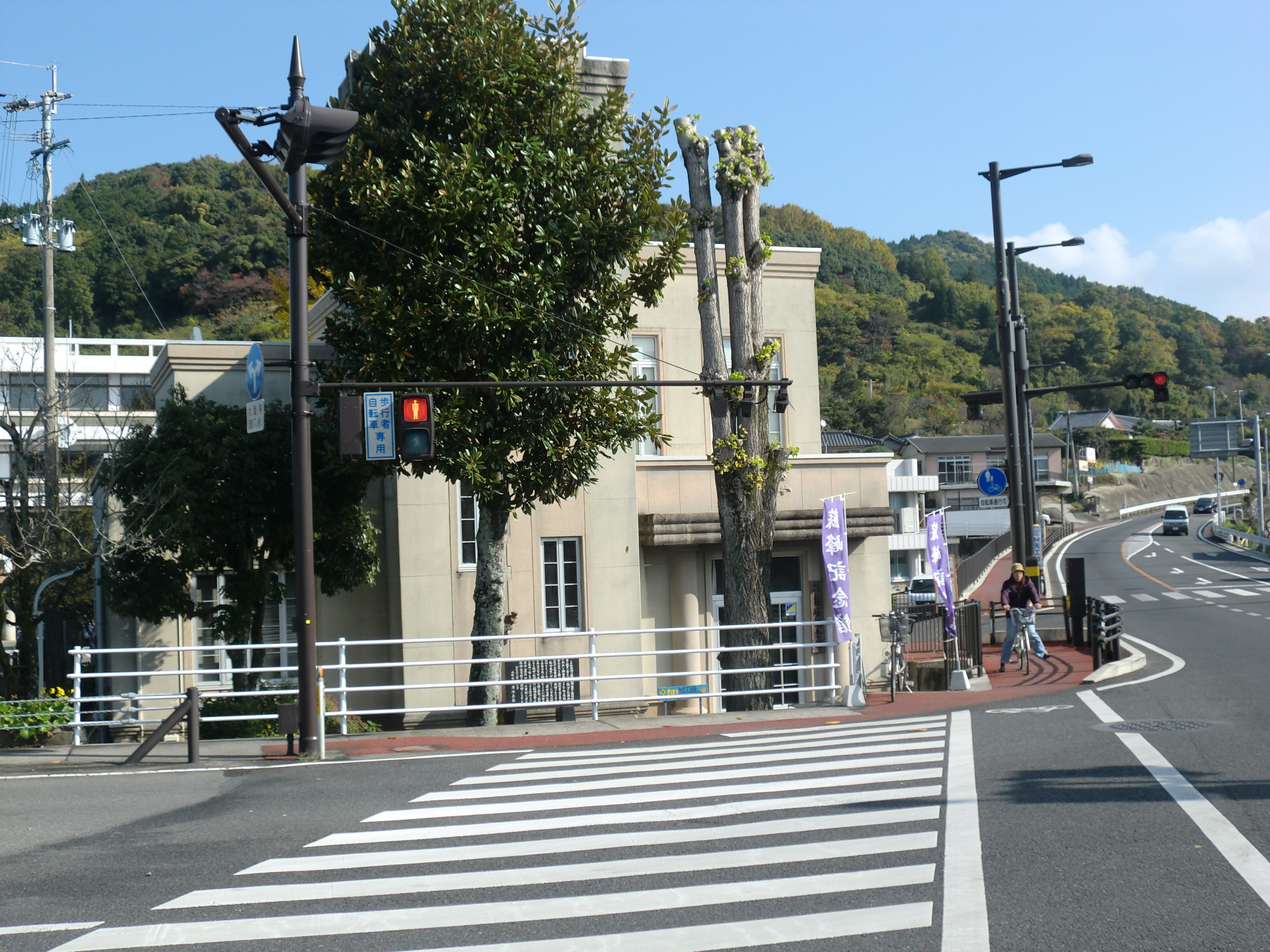
水俣市立蘇峰記念館

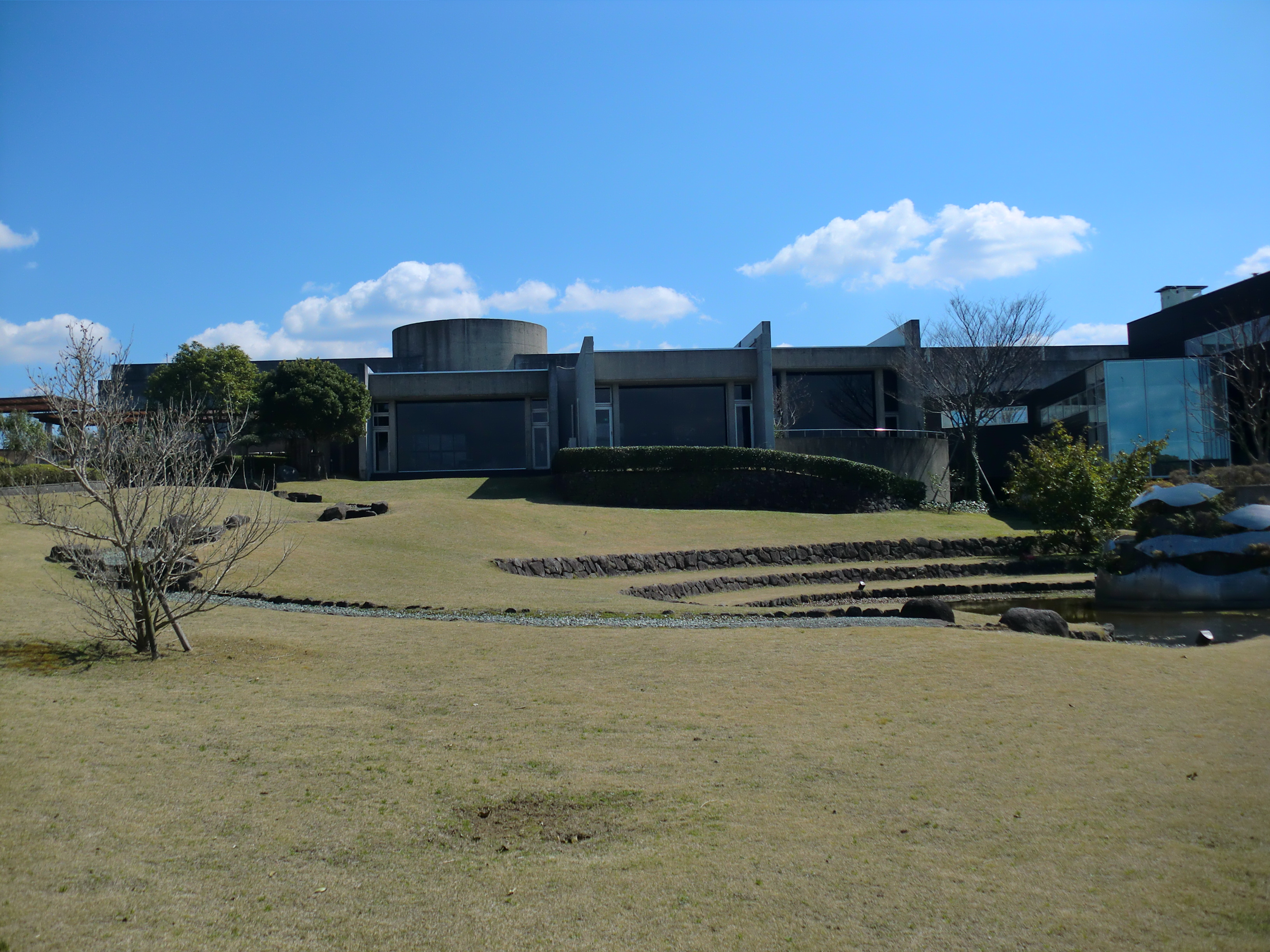
水俣市立水俣病資料館

  - 湯の児スペイン村・福田農場 - 車で 5分程の高台上のスペイン料理レストラン・果樹園。
- 湯の鶴温泉
- チェリーライン - 湯の児温泉と湯の鶴温泉を結ぶ約500本の桜並木の街道
- 大学山の照葉樹林：かおり風景100選
- 寒川地区の棚田：日本の棚田百選
- 久木野ふるさとセンター愛林館
- 徳富蘇峰・徳富蘆花生家 - 現存する町屋造りの建物としては県内最古、県史跡文化財。
- 水俣市立蘇峰記念館
- 侍街道はぜのき館 - 付近は和ロウソクの原料である「はぜの木」が多く栽培されており、ろうそく作り体験や歴史資料の閲覧ができる。
- エコパーク水俣
  - 観光物産館まつぼっくり
  - エコパーク水俣バラ園
  - 水俣メモリアル
  - 水俣市立水俣病資料館
  - 熊本県環境センター（県立）
  - 水俣病情報センター（国立）

## メディア
水俣市立図書館では、鹿児島県の県域紙である南日本新聞が発行日より閲覧可能であったが、現在は行われていない。

### ラジオ放送
熊本県の放送局においてはNHK第一は水俣市、第二は菊池郡大津町、NHKFM・RKK・FMKは天草市御所浦町から送信される電波を受信する。なお、放送対象地域外となる他県の放送も一部の聴取が可能であり、鹿児島・長崎・福岡の各県を放送対象地域とするAM放送局が標榜するサービスエリアには市域も含まれている。
AMラジオ放送
- NHKラジオ第1放送水俣中継所・1341 kHz
- NHKラジオ第2放送熊本送信所・873 kHz
- NHKラジオ第2放送阿久根中継所・1467 kHz
- RKK熊本放送御所浦中継所・1197 kHz
- NBC長崎放送長崎送信所・1233 kHz
- RKBラジオ（RKB毎日放送）福岡送信所・1278 kHz
- KBCラジオ（九州朝日放送）福岡送信所・1413 kHz

FMラジオ放送
- エフエム熊本(FMK) 御所浦中継所78.4 MHz
- エフエム鹿児島(μFM) 阿久根中継所80.5 MHz
- エフエム長崎(fm nagasaki)長崎送信所 79.5 MHz
- NHK-FM放送 水俣中継所82.5 MHz
- NHKラジオ第一放送 川内出水FM補完中継所89.9 MHz
- RKK熊本放送 水俣FM補完中継所94.2 MHz
- MBC南日本放送 阿久根FM補完中継所93.7 MHz

### テレビ放送
熊本県の放送局においては水俣中継局を中心に受信されている。地上デジタル放送は2007年10月に放送開始された。
一部地域では出水（阿久根中継局）・長島方面にアンテナを向け鹿児島の放送を受信している世帯もある。在鹿局を受信する場合、NHKも含めて各局のチャンネル番号に枝番が付けられる。

## 著名な出身者
※ 太字は故人。

### 政治・文化
- 川本輝夫（チッソ水俣病患者連盟委員長、水俣市議会議員）
- 山下善寛（水俣学研究者）
- 谷川健一（民俗学者、地名学者、作家、歌人）
- 徳富一敬（儒学者、官僚。徳富兄弟の父）
- 徳富蘇峰（ジャーナリスト、評論家）
- 森枝卓士（食文化ジャーナリスト、写真家）
- 谷川雁（詩人、評論家、教育運動家）
- 淵上毛錢（詩人）
- 徳冨蘆花（小説家）
- 内山安二（漫画家）
- 江口寿史（漫画家、水俣市生まれ千葉県野田市育ち、水俣市の観光ポスターを手掛けている）
- 橋本智広（漫画家、旧ペンネーム・橋本省吾）

### 実業・経済
- 湯浅初子（社会事業家。徳富兄弟の姉）

### 芸能・音楽
- 村下孝蔵（シンガーソングライター、幼少期の一部を隣接の鹿児島県出水市で過ごした。）
- あたりとしお （コメディアン)
- 渡辺敦子（ミュージシャン、元・プリンセス プリンセス）

### 教育・スポーツ
- 濱野礼奈（元・バレーボール選手、現指導者、母親の実家がある水俣市で生まれ埼玉県越谷市で育つ）